# Phéromone du chat
Les phéromones du chat sont des phéromones (substances chimiques comparables aux hormones) émises par les chats,.

## Phéromones faciales
Les phéromones faciales félines sont des phéromones utilisées par les chats pour marquer les lieux, les objets et les personnes qu'ils connaissent, en frottant leur visage sur des surfaces. Plusieurs de ces phéromones sont connues. Elles sont sécrétées par des glandes situées autour de la bouche, du menton, du front et des joues,.
D'autres phéromones sont produites au bas du dos, sur la queue et sur les pattes.

## Attraction sur les chats
Certains produits ou substances, tels que la cataire, ont un effet sur le comportement des chats, ils stimulent leurs phéromone[pas clair]. Les chats qui ont été en contact avec ces odeurs peuvent avoir un comportement particulier. En effet, ils peuvent se rouler par terre, passer leurs pattes sur leurs oreilles, ou encore mâcher la source de l'odeur.
L'effet est généralement court, d'une durée de seulement quelques minutes, après quoi les chats ont une période réfractaire au cours de laquelle la réponse ne peut pas être obtenue . Les chats sensibles regagnent de l'intérêt après un certain temps, cela peut prendre entre 30 minutes et 2 heures.
Les produits chimiques volatils qui sont actuellement connus pour provoquer ces effets comportementaux chez les chats sont l'actinidine (en) de la valériane officinale, la népétalactone de Nepeta cataria (cataire), dihydronépétalactone, néonépétalactone, isodihydronépétalactone, épinépeétalactone, 
boschnialactone, boschniakine, dihydroactinidiolide, actinidiolide, iridomyrmecin, (−)-mitsugashiwalactone, onikulactone

## Odeur de l'urine
L'urine de chat, en particulier celle des chats mâles, contient la phéromone 3-mercapto-3-méthylbutan-1-ol  (MMB), c'est ce composé qui donne à l'urine cette odeur spécifique. La félinine et le MMB sont synthétisés dans l'urine à partir du 3-méthylbutanol-cystéinylglycine (3-MBCG) par la peptidase cauxine. La félinine est ensuite dégradée lentement dans le MMB volatil. 
Les rats et les souris sont très opposés[pas clair] à l'odeur de l'urine du chat, mais une fois exposés au parasite Toxoplasma gondii, ils sont attirés par cette odeur, ce qui augmente fortement la probabilité qu'ils deviennent une proie pour le chat, pour ensuite l'infecter.